# Червономаякский сельский совет (Бериславский район)
Червономаякский сельский совет (укр. Червономаяцька сільська рада) — входит в состав
Бериславского района
Херсонской области
Украины.
Административный центр сельского совета находится в 
с. Червоный Маяк
.

## История
- 1924 — дата образования.

## Населённые пункты совета
- с. Червоный Маяк
- с. Крупица
- с. Монастырское